# Rami Aman

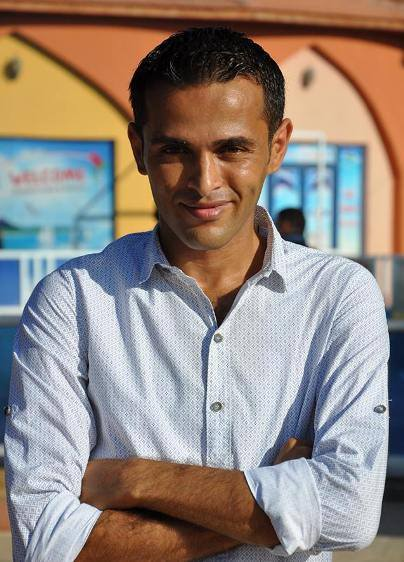
Rami Aman

Rami Aman (arabisch رامي أمان, DMG Rāmī Amān; geb. 1981/1982) ist ein palästinensischer Journalist und Friedensaktivist im Gazastreifen. Aman gründete das Gaza Youth Committee, über das er seit 2015 im Rahmen einer Initiative namens „Skype mit deinem Feind“ kleine Videochats zwischen Israelis und palästinensischen Friedensaktivisten im Gazastreifen organisiert. Am 9. April 2020 wurde Aman von der Hamas im Hauptquartier für innere Sicherheit in Gaza-Stadt festgesetzt. Wegen seiner Rolle bei der Organisation des Videoanrufs mit Israelis im April 2020 wurde er wegen „Schwächung des revolutionären Geistes“ beschuldigt und erst im Oktober 2020 freigelassen.

## Hintergrund
Rami Aman wurde in Gaza geboren und arbeitet als Journalist. Er war aktiv in Friedensaktionen zur Israelisch-Palestinischen Co-Existenz, sowie zum inner-palästinischen Frieden.

## Aktivismus
2010 gründete Aman das Gaza Youth Committee, eine Organisation, die versucht, Menschen in Gaza über das Internet mit der Außenwelt zu verbinden. Seit 2015 organisiert Aman über das Komitee im Rahmen einer Initiative namens „Skype With Your Enemy“ kleine Videochats zwischen Israelis und palästinensischen Friedensaktivisten im Gazastreifen.
2017 konnte Aman im Rahmen eines Leaders for Democracy-Stipendiums für drei Monate die Vereinigten Staaten besuchen.
2019 organisierte er eine Fahrsport-Veranstaltung mit israelischen Radprofis, wobei die Teilnehmer durch den Grenzzaun voneinander getrennt waren. Aman wurde für seine Beteiligung an der Organisation verhaftet.
Im Oktober 2023 kritisierte Aman die israelischen Angriffe auf Gaza als Teil des Israel-Hamas-Krieges 2023 und bekräftigte, dass die Kriegszustände Anti-Hamas-Proteste verhinderten und die Angriffe die Gaza-Bewohner wahrscheinlich weiter radikalisieren würden.

## Verhaftung und Freilassung
Am 6. April 2020 mitten in der COVID-19-Pandemie, hielt das Gaza Youth Committee eine seiner größten Videokonferenzen über Zoom mit mehr als 200 Teilnehmern ab. Gegner einer Normalisierung der Beziehungen mit Israel nahmen ebenfalls an der Konferenz teil, was zu einem öffentlichen Aufschrei führte; die Journalistin Hind Khoudary kritisierte die Veranstaltung öffentlich und markierte Hamas-Funktionäre in einem Facebook-Post über Aman. Die Hamas verhaftete daraufhin Aman und mehrere andere Teilnehmer der Konferenz aus Gaza.
Am 9. April 2020 stellte sich Aman im Hauptquartier der inneren Sicherheit der Hamas in Gaza-Stadt.
Amans Frau wurde 2021 zusammen mit Aman verhaftet, aber bald darauf gegen Kaution freigelassen. Am 28. Juni 2020 besuchte sie Aman im Gefängnis und bat ihn um die Scheidung; er lehnte ab, da er glaubte, dass dies aus Zwang geschehen sei. Im August 2020 unterzeichnete Aman Scheidungspapiere unter der Bedingung, dass er daraufhin am nächsten Tag entlassen werden sollte; er blieb jedoch weiterhin im Gefängnis.
Am 9. September 2020 reichte eine Koalition aus 70 Nichtregierungsorganisation (NGOs) bei der UN-Arbeitsgruppe gegen willkürliche Inhaftierungen eine Beschwerde über die Inhaftierung von Aman ein und forderte seine Freilassung.
Am 24. September 2020 berichtete die The New York Times, dass Militärstaatsanwälte der Hamas in Gaza Aman und zwei weitere palästinensische Friedensaktivisten wegen „Schwächung des revolutionären Geistes“ angeklagt hätten, weil sie an der Organisation des Videoanrufs mit Israelis im April 2020 beteiligt gewesen seien.
Am 26. Oktober 2020 erließ das Ständige Militärgericht in Gaza (Permanent Military Court) eine Entscheidung zur Freilassung von Rami Aman gegen Bewährung, da die von ihm verbüßte Zeit ausreiche.

## Familie
2018 lernte Aman seine spätere Frau kennen, nachdem sie sich von ihrem ersten Ehemann getrennt hatte. Ihr Vater ist ein Hamas-Funktionär, der im Exil in Ägypten lebt. Anfang 2020 heirateten die zwei. Nach Amans erzwungener Scheidung wurde sie von einer Hamas-Delegation im Oktober nach Ägypten gebracht und ihren Verwandten übergeben. Die Associated Press konnte mit ihr Kontakt aufnehmen. Sie bestätigte, dass sie zur Scheidung gezwungen worden sei.
Rami Aman lebt seit Dezember 2021 in Ägypten.